# Argyle (Nouvelle-Écosse)
Pour les articles homonymes, voir Argyle.
Argyle, communément nommé Par-en-Bas, est une municipalité de district de la Nouvelle-Écosse. On y retrouve autant des Acadiens que des Canadiens anglais. Au recensement de 2016, on y a dénombré une population de 7 899 habitants.

## Géographie
Argyle est situé au sud-ouest de la Nouvelle-Écosse, dans le comté de Yarmouth. La municipalité a une superficie de 1 527,10 km2.
La municipalité est bordée au sud par le golfe du Maine, autrement dit l'océan Atlantique. À l'ouest, deux péninsules, celles de la Butte-à-Comeau et de Wedgeport, sont formées par le havre de la petite Rivière, la baie de l'oie et l'estuaire de la rivière Tousquet. Dans une sorte de baie à l'est de la rivière Tousquet se trouve un réseau complexe de détroits, d'anses et d'îles, dont les principales sont l'île des Surettes, l'île Morris et l'île Roberts. Ensuite se trouve la rive de la rivière Argyle qui, avec le havre de Pubnico, forme la péninsule de Pubnico. Le havre de Pubnico, située à l'extrémité ouest du territoire, compte également quelques îles.
L'archipel de Tousquet, au sud-ouest, compte une trentaine d'îles et îlots, dont 11 sont habitées.
À l'extrémité sud-ouest se déverse la Petite Rivière, après un cours de près de 10 kilomètres. Au centre du territoire, la rivière Tousquet termine son cours dans un long estuaire.

### Quartiers
Argyle compte de nombreux villages et hameaux.
À l'extrémité ouest se trouve Butte-des-Comeau.
Ensuite, sur une péninsule, se trouvent Wedgeport-le-Haut et ensuite Wedgeport. Sur la route menant à Yarmouth se trouve Plymouth.
À l'embouchure de la rivière Tousquet se trouve le village du même nom, qui est le chef-lieu de la municipalité. Sur la route 308 se trouvent successivement Pointe-des-Hubbard, Buttes-Amirault et Pointe-Sluice. Toujours sur la même route, reliés par des ponts, se trouvent Île-des-Surette et Île-Morris.

## Démographie
| 1981  | 1986  | 1991  | 1996  | 2001  | 2006  | 2011  | 2016  | 2021  |
| ----- | ----- | ----- | ----- | ----- | ----- | ----- | ----- | ----- |
| 8 949 | 9 055 | 9 215 | 8 947 | 8 698 | 8 656 | 8 252 | 7 899 | 7 870 |

| Évolution des langues maternelles (en %) | Légende                                                         |
| ---------------------------------------- | --------------------------------------------------------------- |
|                                          | - Français - Anglais - Anglais et français - Autre(s) langue(s) |
| Sources,:                                |                                                                 |

## Administration
Le conseil municipal est formé de 9 conseillers de district. L'un des conseillers est également préfet et un autre préfet-adjoint. Le chef-lieu est Tusket.
| mandat      | fonctions                | nom(s)                        |
| ----------- | ------------------------ | ----------------------------- |
| 2008 - 2012 | préfet                   | Aldric d'Entremont            |
| 2008 - 2012 | conseillers de districts |                               |
| 2008 - 2012 | #1                       | Bruce Hubbard                 |
| 2008 - 2012 | #2                       | Rodrick (Junior) Murphy       |
| 2008 - 2012 | #3                       | Charles Le Blanc              |
| 2008 - 2012 | #4                       | Greg Foster                   |
| 2008 - 2012 | #5                       | Arthur Muise                  |
| 2008 - 2012 | #6                       | Richard Donaldson             |
| 2008 - 2012 | #7                       | Rob Amirault (préfet-adjoint) |
| 2008 - 2012 | #8                       | Aldric D'Entremont (préfet)   |
| 2008 - 2012 | #9                       | Calvin D'Entremont            |

Le conseil municipal élu en 2024 suit.
- Malcolm Madden, District 1
- Ted Saulnier, District 2 - sous-préfet
- Gordon Boudreau, District 3
- Greg Foster, District 4
- Nicole Albright, District 5 - préfète
- Darryl LeBlanc, District 6
- Kathy Bourque, District 7
- Glenn Diggdon, District 8
- Racheal Surette, District 9

| Période                                  | Période  | Identité           | Étiquette | Qualité |
| ---------------------------------------- | -------- | ------------------ | --------- | ------- |
| 2001                                     | en cours | Aldric D'Entremont |           |         |
| Les données manquantes sont à compléter. |          |                    |           |         |

## Culture

### Lieux et monuments
Église anglicane Saint Stephen's
Église historique d'Argyle et cimetière.
Maison Abraham Lent
Maison Peter Lent Hatfield
Palais de justice de Tousquet

### Langue
- Langue la plus parlée à la maison : 64,80 % anglais, 33,68 % français
- Langue maternelle : 51,72 % anglais, 46,6 % français, 0,5 % autres
- Langues connues : 61,66 % anglais et français, 37,97 % anglais seulement, 0,046 % français seulement

### Sports
En 2012, Argyle était la région hôtesse de la 33e finale des Jeux de l'Acadie.

### Religion
La majorité des résidents sont Catholiques.